# جایزه اسکار بهترین فیلم مستند کوتاه
جایزه اسکار بهترین فیلم مستند کوتاه (انگلیسی: Academy Award for Best Documentary) جایزه‌ای است که سالانه، آکادمی علوم و هنرهای سینما به بهترین فیلم مستند کوتاه، می‌دهد.